# Py (Pyrénées-Orientales)
Py (auf Katalanisch Pi de Conflent) ist eine französische Gemeinde mit 79 Einwohnern (Stand 1. Januar 2022) in den Pyrenäen im Département Pyrénées-Orientales in der Region Okzitanien. Auf der Gemeindegemarkung befindet sich das Naturschutzgebiet Réserve naturelle de Py.

## Bevölkerungsentwicklung
| Jahr      | 1962 | 1968 | 1975 | 1982 | 1990 | 1999 | 2007 |
| --------- | ---- | ---- | ---- | ---- | ---- | ---- | ---- |
| Einwohner | 146  | 113  | 102  | 95   | 97   | 107  | 110  |